# Tymon Zaborowski
Tymon Zaborowski (ur. 18 kwietnia 1799 w Liczkowcach, zm. 28 marca 1828 tamże) – polski poeta, dramatopisarz, tłumacz i krytyk literacki.

## Życiorys
Urodził się w Liczkowcach nad Zbruczem (cyrkuł czortkowski, Galicja Wschodnia), jako syn Józefa i Julianny ze Szeptyckich. Pierwsze nauki pobierał w domu pod kierunkiem francuskiego emigranta nazwiskiem Rochetin. Przez krótki czas uczył się w gimnazjum lwowskim, a następnie (lata szkolne: 1810/1811 – 1815/1816) w Liceum Wołyńskim. W tym okresie mieszkał na stancji u A. Osińskiego. Był wówczas członkiem Towarzystwa Dobroczynności Młodzianów Gimnazjum Wołyńskiego, a od roku szkolnego 1815/1816 pełnił w nim funkcję prezesa. Aktywnie uczestniczył także w zebraniach literackich organizowanych w domu Filipa Platera (czytał na nich swe utwory). W tym okresie brał czynny udział, wraz z Karolem Sienkiewiczem i Teodozym Sierocińskim, w działaniach Klubu Piśmienniczego. W grudniu 1816 wyjechał do Warszawy (przez Lwów). Tam, wkrótce po przyjeździe, otrzymał stanowisko asesora w Delegacji Administracyjnej Rady Stanu Królestwa Polskiego. W tym okresie zajmował się głównie literaturą, a już 3 miesiące później (luty 1817) nawiązał znajomość z Ludwikiem Osińskim. Był także gorliwym czytelnikiem Biblioteki Towarzystwa Przyjaciół Nauk. Był jednym z inicjatorów powołania czasopisma (periodyku) byłych krzemieńczan pn. „Ćwiczenia Naukowe”.

## Twórczość
Jego utwory posiadały cechy zarówno klasycystyczne, jak i elementy zapowiadające epokę romantyzmu. Autor klasycystycznych poematów i tragedii oraz cyklu dum o wymowie patriotycznej: Dumy podolskie za czasów panowania tureckiego w tej ziemi (całość wyd. 1830), Zdobycie Kijowa (wyd. 1818) opisujące wyprawę Bolesława Chrobrego z 1018 roku. Dzieła (pisma) zebrane poety wydano po raz pierwszy w 3 tomach w 1936 roku.

### Ważniejsze dzieła i utwory
1. Drobne utwory z lat 1814–1816, wyd. zobacz Wydania zbiorowe poz. 1, rękopisy (m.in.): Ossolineum sygn. 4716/II, 5199/III; Lw. Państw. Nauk. Bibl. (Ossolineum sygn. 489/III pt. Wiersze wyjęte z listów T. Zaborowskiego do wuja Winc. Szeptyckiego); tu m.in.: Duma o Bolesławie Śmiałym; Do strumyka (z A. Deshoulières); Do mego wuja; Oda do Polski; Od do fortuny (z J. B. Rousseau); 1793–1809 (urywek powieści)
2. Oryginalna trajedia Stanisława Szczepanowskiego zabitego na Skałce, powst. 1815, zachowany fragm. (scena 4.), wyd. zobacz Wydania zbiorowe poz. 1, rękopis w Bibliotece Narodowej (zbiory J. I. Kraszewskiego)
3. Bolesław i Zbigniew. Trajedia, powst. 1816, zachowany fragm. z aktu I, wyd. zobacz Wydania zbiorowe poz. 1, autograf: Ossolineum sygn. 4716/II
4. Klub piśmienniczy. Poemat (heroikomiczny) w 8 pieśniach, powst. 1816 (redakcja 1.) – 1818 (redakcja 2.); Pieśń I w redakcji 1. z autografu Ossolineum sygn. 4716/II ogł. S. Wasylewski, „Pamiętnik Literacki” rocznik 7 (1908); zachowane pieśni według kopii z roku 1818 Biblioteka Krasińskich sygn. 2949 ogł. S. Vrtel(-Wierczyński), „Lamus” 1909 i odb. Lwów 1909; zachowane pieśni uzupełnione fragm. i streszczeniem z listu Zaborowskiego do K. Sienkiewicza (dat. 2 marca 1816, rękopis: Ossolineum jak wyżej) zobacz Wydania zbiorowe poz. 1
5. Zdobycie Kijowa (inne tytuły: Boleslaida, Chrobriada, Pieśni o Bolesławie Chrobrym zdobywającym Kijów), Poemat rycerski w 26 pieśniach, parokrotnie przerabiany, niezachowany w całości – zniszczony przez autora(!); 7 pieśni: 1. Dobremir i Aniela, 2. Aniela i Dymitr, 3. Jamedyk Blud czarnoksiężnik ruski, 4. Chrobry pod Kijowem, 5. Jamedyk Blud w głębi ziemi, 6. Dobremir i Aniela w Łucku, 7) Grób świętego Wojciecha; „Ćwiczenia Nauk. Oddz. Literatury” 1818 t. 1-2; przedr. 6 pieśni (bez pieśni 4.) ogł. J. J. Szczepański, „Polihymnia” Lwów 1827 t. 1, s. 102-145; t. 2, s. 113-162; przedr. pieśni 1. pt. Ułomek z poematu Dobremir i Aniela, „Dziennik Warszawski” t. 6 (1826), s. 57
6. Wiadomość o Wiktorze Leńkiewiczu, „Ćwiczenia Nauk. Oddz. Literatury” 1818 t. 2, s. 120-123; wyd. następne zobacz Wydania zbiorowe poz. 1
7. O zewnętrznej budowie wiersza polskiego, „Ćwiczenia Nauk. Oddz. Literatury” 1818 t. 2, s. 147-158; wyd. następne zobacz Wydania zbiorowe poz. 1
8. Parnas we śnie (inny tytuł: Podróż moja do Parnasu poemat), „Tygodnik Polski i Zagraniczny” 1818 t. 3, nr 30, s. 73-89; wyd. następne zobacz Wydania zbiorowe poz. 1; kopia autorska: Ossolineum sygn. 5290/I
9. Bojan. Poemat, powst. 1822, fragm.: Wstęp do pieśni Bojana i jego śpiew pierwszy, Śpiew Bojana przed pieśnią drugą umieszczony, Początek pieśni drugiej Bojana; ogł. H. Biegeleisen, „Ateneum” 1883 t. 4; wyd. następne zobacz Wydania zbiorowe poz. 1; autografy w Bibliotece Narodowej (Zbiory J. I. Kraszewskiego), odpisy w rękopisach Ossolineum sygn. 981/I, 5199/III
10. Bohdan Chmielnicki. Tragedia oryginalna w 5 aktach, powst. 1823, z kopii autorskiej Ossolineum sygn. 489/III (obecnie w Lw. Państw. Nauk. Bibl.) wyd. zobacz Wydania zbiorowe poz. 1; dedykacja do J. Sabińskiego ogł. z kopii Ossolineum sygn. 4720/II; autograf (kopia?) w Ossolineum sygn. 5199/III, s. 85-125 (pt. Chmielnicki)
11. Umwit. Poema dramatyczne w 3 aktach, powst. 1824, fragm. z kopii autorskiej Ossolineum sygn. 489/III (obecnie we Lwowie) ogł. „Czasopismo Nauk. od Zakładu Nar. im. Ossol. Wyd.” 1832 zeszyt 4, 1833 zeszyt 1; całość z autografu Biblioteki Czartoryskich sygn. 2457 zobacz Wydania zbiorowe poz. 1
12. Tajemnica, czyli Borys i Milwiana. Trajedyja oryginalna w 5 aktach, powst. 1824, z odpisu autorskiego Biblioteka Czartoryskich sygn. 2457 zobacz Wydania zbiorowe poz. 1, (1. rzut utworu w rękopisie Ossolineum sygn. 489/III – (obecnie we Lwowie)
13. Dumy podolskie za czasów panowania tureckiego w tej ziemi, Dumę 14. (Chrzanowska) ogł. bez wiedzy autora J. J. Szczepański, „Polihymnia” Lwów 1827 t. 1, s. 94-102 (pt. Oblężenie Trembowli); przedr. „Rozmaitości” (Lwów) 1828; całość wyd.: W. Chłędowski, „Haliczanin” t. 2, Lwów 1830; K. Sienkiewicz, Puławy, 1830 (druk bibliofilski bez dumy wstępnej), wyd. następne zobacz Wydania zbiorowe poz. 1 (z zestawieniem odmianek tekstu w przypisach); Dumę 4. (Powstanie) przedr.: „Bard Oswobodzonej Polski” 1831 t. 1, „Polak Sumienny” 1831 nr 119, „Złodziej polityczny” 1831 nr 24; autograf Biblioteki Czartoryskich sygn. 2457, kopia: Ossolineum sygn. 489/III (obecnie we Lwowie); przekł. angielski (1835)
14. Drobne utwory z lat 1820–1825, z rękopisów oraz pierwodruków w: „Dziennik Warszawski” 1826, „Pamiętnik Umiejętności, Sztuk i Nauk” 1826, „Haliczanin” t. 1, Lwów 1830, „Ateneum” 1883 t. 4 – wyd. zobacz Wydania zbiorowe poz. 1, (tu m.in.: Westchnienie Podolanina po śmierci Alojzego Felińskiego; Do Emmy. Naśladowanie z Goethego; Do Stanisława Starzyńskiego; Wyjątek z pieśni o Haraldzie; Z Szylera naśladowanie; Do ojczyzny).

Kilkanaście jego utworów przedrukowały antologie i zbiory (m.in.): „Sto lat myśli polskiej” t. 3 (1907); Księga wierszy polskich XIX w., zebrał J. Tuwim, opracował J. W. Gomulicki, t. 1, Warszawa 1956; P. Hertz: Zbiór poetów polskich XIX w. księga 1, Warszawa 1959.

### Przekłady
1. F. R. de Chateaubriand: René, powst. 1815/1816, przekł. niezachowany, (Zaborowski był jednym z tłmaczy)
2. J. B. Racine: Fedra, przekł. rozpoczęty w roku 1816, niezachowany, (inform. M. Danielewiczowa, s. 198)
3. Voltaire: Tankred. Trajedia Woltera w 5 aktach wierszem, wyst. Warszawa 25 kwietnia i 4 maja 1817, z kopii teatralnej z roku 1817 Biblioteka Warszawskich Teatrów Miejskich sygn. 549 (następnie Biblioteka Narodowa) wyd. zobacz Wydania zbiorowe poz. 1; kopia z roku 1824 w Bibliotece Narodowej (BOZ sygn. 984).

### Wydania zbiorowe
1. Pisma zebrane, oprac. M. Danielewiczowa, Warszawa 1936 „Biblioteka Pisarzy Polskich 2-ej Poł. XVIII W. i 1-ej Ćwierci XIX w”, (zawartość: Ważniejsze dzieła i utwory poz. 1–14, Przekłady poz. 3), w rękopisach Ossolineum sygn. 4720/II zachowany jest rękopis przygotowanego do druku zbiorowego wydania poezji Zaborowskiego, opracowanego przez Kajetana Jabłońskiego w roku 1843; inny rękopis w Bibliotece Uniwersytetu Lwowskiego (Zbiory Baworowskich sygn. 768/III).

### Listy i materiały
1. Odpisy listów do: ojca z 19 października 1809; rodziców z roku 1810; wuja Wincentego Szeptyckiego z: 2 lutego 1815, 22 grudnia 1821 i 6 maja 1823; rękopis: Ossolineum sygn. 4720/II
2. Do Floriana Łaszowskiego 381 listów z lat 1813–1828, rękopisy w Bibliotece Narodowej (Zbiory J. I. Kraszewskiego) – Listy z: 24 września, 6 i 7 października 1821, wyłączone z ww. zbioru; rękopisy w prywatnych zbiorach J. Z. Łaszowskiego we Lwowie – Odpisy i wyciągi z kilkunastu listów z lat 1820–1824, rękopis: Ossolineum sygn. 981/I – Wypisy wierszy z listów z lat 1814–1828, rękopis: Ossolineum sygn. 5199/III – fragmenty ogł.: H. Biegeleisen, „Ateneum” 1883 t. 4; M. Danielewiczowa w: T. Zaborowski..., Warszawa 1933 „Studia z Zakresu Historii Literatury Polskiej” nr 10
3. Do wuja W. Szeptyckiego 5 listów z lat 1815–1823 (m.in. z: 22 grudnia 1821 i 6 maja 1823 – jak wyżej poz. 1), rękopis: Ossolineum sygn. 5199/III
4. Do Adolfa Dobrowolskiego 2 listy – z: 23 listopada 1815 i 2/14 lipca 1816; do Tadeusza Wasilewskiego z 13/25 lutego 1815; do Karola Sienkiewicza 3 listy – z: 2, 20 i 24 marca 1816; rękopis: Ossolineum sygn. 4716/II; fragm. korespondencji do K. Sienkiewicza ogł. S. Wasylewski, „Pamiętnik Literacki” rocznik 7 (1908)
5. Do Józefa Korzeniowskiego z 17 kwietnia 1817, rękopis w Bibliotece Narodowej
6. Do Juliana Sabińskiego z lat 1822–1823, rękopis: Lw. Państw. Nauk. Bibl. (Zbiory Baworowskich sygn. 843/II), fragmenty ogł. H. Biegeleisen jak wyżej poz. 2
7. Do Józefa Grottgera, rękopis: Biblioteka Jagiellońska sygn. 7865 IV, k. 2 (w liście wiersz)
8. Traité complet d'arithmétique, enseigné par M. Rochetin et fait par moi, Timon Zaborowski, l'an 1810 à Liczkowce, rękopis: Biblioteka Czartoryskich sygn. 2270
9. Świadectwa szkolne T. Zaborowskiego z lat 1812–1816 (m.in. listy pochwalne T. Czackiego z roku 1812), rękopisy w Archiwum Szeptyckich w Przyłbicach, fragmenty ogł. S. Schnür-Pepłowski, „Gazeta Lwowska” 1899 nr 89 – Odpisy listów Czackiego i 2 pism F. Platera z lat 1814–1815, w sprawie przyznania Zaborowskiemu srebrnych medali, rękopis: Ossolineum sygn. 4720/II
10. Korespondencja rodziców Tymona z opiekunem syna w Krzemieńcu A. Osińskim, rękopis: Lw. Państw. Nauk. Bibl. (Zbiory Baworowskich sygn. 794, 803-804).

Bardziej szczegółową bibliografię twórczości Zaborowskiego (rękopisów i druków) podaje M. Danielewiczowa: T. Zaborowski..., s. 258-259; M. Danielewiczowa: (Przypisy do) Wydania zbiorowe poz. 1.

## Opracowania nt. życia i twórczości Zaborowskiego

### Opracowania monograficzne
1. M. Danielewiczowa: T. Zaborowski. Życie i twórczość (1799–1828), Warszawa 1933 „Studia z Zakresu Historii Literatury Polskiej” nr 10.

### Wybrane opracowania dot. twórczości
1. X.: Recenzja Tankreda, „Gazeta Korespondenta Warszawskiego” 1817 nr 35; przedr. J. Lipiński w: Recenzje teatralne Towarzystwa Iksów 1814–1819, Wrocław 1956 „Materiały do Dziejów Teatru w Polsce” nr 4
2. Naddniestrzanin: Goście złej wróżby (wiersz), „Rozmaitości” (Lwów) 2 V 1828
3. (Nekrologi:) „Mnemosine” (dodatek do „Lemberger Zeitung”) 1828 nr 47; J. Sabiński, F. Łaszowski: Znad brzegów Zbrucza, „Rozmaitości” (Lwów) 16 V 1828; „Gazeta Polska” 1828 nr 133; „Gazeta Korespondenta Warszawskiego i Zagranicznego” 1829 nr 7
4. Życiorys T. Zaborowskiego: rękopis Ossolineum sygn. 981/I
5. K. Sienkiewicz: Przedmowa wydawcy (do) Dumy podolskie, Puławy 1830
6. T. Sierociński: (Przedmowa do dumy) Powstanie, „Polak Sumienny” 1831 nr 119
7. J. Bartoszewicz: T. Zaborowski, „Dziennik Warszawski” 1856 nr 38, 55
8. F. S. Dmochowski: Wspomnienia od 1806 do 1830 r., Warszawa 1858, s. 163; wyd. następne oprac. Z. Libera, (Warszawa) 1959 „Biblioteka Pamiętnikarzy Polskich i Obcych”
9. F. Kowalski: Wspomnienia (1819–1823), Kijów 1859; wyd. 2 Kijów 1912, s. 131, 252-253
10. A. Andrzejewski: Ramoty starego Detiuka t. 2, Kraków 1866; wyd. 2 Wilno 1921, s. 222-223.

## Zaborowski a Światowid z Liczkowiec
Aleksjej Komar oraz Natalia Chamajko w roku 2011 wydali obszerny artykuł, przedstawiający szereg argumentów uprawdopodobniających związek poety z powstaniem obiektu stylizowanego na zabytek ery przedchrześcijańskiej w Polsce a następnie jego możliwym utopieniem w Zbruczu, w pobliżu miejsca jego częstych wędrówek.

## Upamiętnienie
Franciszek Kowalski poświęcił mu poemat Tymon.